# Pokrižanje
Pokrižanje (tudi križanje) je simbolna gesta, ki jo uporabljajo pripadniki vseh večjih krščanskih Cerkva za blagoslavljanje in za izražanje pripadnosti krščanstvu. Ta gesta je tudi izpoved vere.

## Molitev
Ob tem, ko se pokrižajo, verniki izgovarjajo kratko molitev, ki se imenuje križ:
V latinščini:
In nomine Patris, et Filii, et Spiritus Sancti. Amen.
V slovenščini:
V imenu Očeta in Sina in Svetega Duha. Amen.
Gesta, ki spremlja molitev, ima več variant. Prve oblike pokrižanja so se razvile verjetno v drugem stoletju: verniki so si na čelo naredili križec s palcem desne roke (o tem poroča Sveti Janez Krizostom, sveti Hieronim, idr.). Do danes so se razvile različne druge oblike pokrižanja.

## V Katoliški Cerkvi
V Sloveniji sta za pokrižanje samega sebe najbolj znana veliki križ in mali križ:
- Pri velikem križu se vernik z iztegnjeno dlanjo dotakne najprej čela, potem prsnega koša, potem leve rame in nazadnje desne rame.
- Pri malem križu si vernik s palcem naredi križec na čelo, na usta in na prsni koš. Ti trije križci simbolizirajo Sveto Trojico.

Veliki in mali križ se pogosto izvaja tudi tako, da vernik na začetku pomoči prste v blagoslovljeno vodo.
Pokrižanje je v navadi tudi pri blagoslovu drugih oseb in predmetov. Kadar duhovnik blagoslovi množico laikov ali tudi kadar blagoslovi predmete, nariše z iztegnjeno dlanjo (starejša verzija: z iztegnjenima dvema prstoma) po zraku simbol križa: najprej navpično, nato vodoravno. Pogosto potem še pokropi ljudi oziroma predmete z blagoslovljeno vodo.
Pri blagoslovu majhnih otrok je v navadi, da duhovnik ali starši otroku na čelo s palcem naredijo majhen križec.

## V pravoslavnih Cerkvah
V pravoslavju se verniki pokrižajo tako, da držijo skupaj tri prste desne roke, in sicer palec, kazalec in sredinec, ki predstavljajo Sveto Trojico, medtem ko sta prstanec in mezinec upognjena nazaj v dlan. Ta dva prsta predstavljata dvojno naravo Jezusa Kristusa, ki je bil hkrati bog in hkrati človek. Dejstvo, da sta upognjena nazaj v dlan, pa simbolizira prihod Kristusa na Zemljo. Verniki se dotaknejo najprej čela, nato prsnega koša, nato desne rame in nazadnje leve rame. Tak način pokrižanja uporabljajo tudi katoliške Cerkve vzhodnega obreda. V vzhodnih Cerkvah je pogosto tudi večkratno pokrižanje in pokrižanje s priklanjanjem.
Kadar duhovnik blagoslavlja vernike, pa s prsti desne roke oblikuje tradicionalni štiričrkovni simbol Jezusa Kristusa ali ti. Kristogram ICXC, ki je okrajšava Kristusovega imena, pisanega v grški pisavi (IHCOYC XPICTOC). Kazalec iztegne v obliki črke I, sredinec pokrči v obliki črke C, prstanec in palec prekriža v obliki črke X, mezinec pa pokrči v obliki črke C. Nato naredi znamenje križa nad tistim, ki ga blagoslavlja, najprej navpično in nato vodoravno.

## V protestantskih Cerkvah
Metodisti luteranske in anglikanske cerkve uporabljajo znamenje križa, ostale protestantske izpovedi ga ne sprejemajo, čeprav poznajo molitev: V imenu Očeta in Sina in Svetega Duha. Gesta pokrižanja je ista kot v Rimskokatoliški Cerkvi, saj se je protestantizem razvil iz zahodne tradicije.